# Hdfocus
HDfocus est un site web français consacré à la haute définition et aux nouvelles technologies audiovisuelles. En plus de présenter les matériels prêts pour la HD, le site référence les films disponibles en éditions Blu-ray. Le programme TV de HDfocus liste tous les programmes sur les chaines françaises proposant des contenus en HD native. Les jeux vidéo sont également a l'honneur avec les deux consoles HD de salon que sont la PS3 de Sony et la Xbox 360 de Microsoft.
La 3D Relief, très convoitée par les constructeurs et éditeurs en 2010, est également [Quoi ?]

## Produits évoqués
- Téléviseurs LCD, Plasma et LED
- Blu-ray
- Appareils photos numériques
- Caméscopes HD
- Sony PS3 et Microsoft Xbox 360

## Marque
HDfocus est une marque déposée